# 東花輪站
東花輪站（日语：／ Higashi-hanawa eki */?）是位於山梨縣中央市東花輪888號，東海旅客鐵道（JR東海）的身延線車站。
此站位於中央市東花輪，為中央市的代表車站，包含特急「富士川」在內所有定期列車均停站。

## 歷史
- 1928年（昭和3年）3月30日：富士身延鐵道市川大門至甲府之間開通，此站啟用[1]。
- 1938年（昭和13年）10月1日：富士身延鐵道借給鐵道省使用，成為身延線[1]。
- 1941年（昭和16年）5月1日：富士身延鐵道正式國有化[1]。
- 1987年（昭和62年）4月1日：伴隨國鐵分割民營化，車站由東海旅客鐵道（JR東海）和日本貨物鐵道（JR貨物）營運[1]。
- 1998年（平成10年）9月29日：貨運列車最後出發或到達的日子。
  - 在車站附近設有日本鑛業株式會社新甲府油庫，此站設有專用線前往該處。從北袖站（日语：北袖駅）運送石油至此地。隨著設施關閉，專用線廢止。為身延線最後設有貨運列車行走的車站。
  - 在1995年（平成7年）前，車站東邊設有住友大阪水泥（日语：住友大阪セメント）東花輪服務站，該處設有起卸設備。此站設有專用線前往該處，並設有水泥運送業務。
- 2001年（平成13年）3月31日：JR貨物車站廢止，結束貨物起卸業務。
- 2013年（平成25年）3月尾：東花輪站前的工程完成。
- 2016年（平成28年）1月：東花輪站車站大樓的屋頂由紅色變為淺紫色。

現時由於車站位於市中心，因此所有特急均停站，在準急時代，準急與快速列車均通過此站。在1973年開始設有優等列車停站，當時只有早上上行和晚上下行各1班停靠。隨後開始增加停站的優等列車班次。

## 車站構造
車站是一座地面車站，設有1面2線的島式月台。由於此站曾經設有貨運列車出發或到達，因此另外設有10條側線。車站範圍比鄰近車站為大。靠近車站大樓的是1號月台，對面是2號月台。現時，側線用作當臨時列車運行時暫時停泊之用。
月台靠近甲斐上野一方設有樓梯和斜道，連接站內平交道（設有警報機和遮斷機），在越過平交道後便進入車站大樓。
車站大樓與檢票口位於車站西邊（布施地區一方），東邊（東花輪地區一方）沒有車站大樓與檢票口。若需要前往西邊，需要離開車站大樓後，前往靠近甲斐上野站方向並越過宮本平交道，或前往靠近小井川站方向並越過東花輪平交道。需時5分鐘。
車站大樓在車站啟用時已經存在，為一座1層高紅色屋頂（現時為淺紫色）木造建築物。大樓內設有車站事務室、候車室和1台自動售票機（可使用橙卡，但不可購買橙卡）。此站沒有自動閘機。
此站是由南甲府站管理的業務委託車站，委托了東海交通事業負責車站業務。此站設有JR全線售票處，車站職員使用MARS終端發售特急票，可使用信用卡支付車費。在早上、晚間、日間部分時段沒有車站職員當值。另外，在早上和晚間沒有車站職員當值時段中，一人控制列車會以無人車站為標準處理。

### 月台
| 月台 | 路線   | 上下行 | 方向           |
| ---- | ------ | ------ | -------------- |
| 1    | 身延線 | 下行   | 甲府方向       |
| 2    | 身延線 | 上行   | 身延、富士方向 |

## 使用狀況
東花輪站是山梨縣內JR東海車站中最多人使用的車站（不包括甲府站的JR東日本車站。並根據平成26年度的使用人次為準）。
以下為近年1日乘車人次列表：
| 乘車人次變化 | 乘車人次變化     |
| 年度         | 1日平均 乘車人次 |
| ------------ | ---------------- |
| 2006         | 852              |
| 2007         | 848              |
| 2008         | 843              |
| 2009         | 773              |
| 2010         | 735              |
| 2011         | 682              |
| 2012         | 690              |
| 2013         | 690              |
| 2014         | 682              |
| 2015         | 694              |
| 2016         | 673              |
| 2017         | 679              |

## 車站周邊
站前設有由中央市管理的免費多層停車場、單車停泊處（1樓為等待用的30分免費停車場（只有6架）、單車停泊場和高齡者專用單車停泊場，2樓為單車停泊場（免費））和多用途公廁。
車站東邊是東花輪地區，車站西邊是布施地區。車站大樓前設有迴旋路，該處設有東海交通事業的飲品自動販賣機、郵筒和NTT公共電話。車站周邊設有住宅。中央市政廳田富廳舍位於車站西北1公里處。
- 田富花輪郵局
- 中央市立田富小學（日语：中央市立田富小学校）
- 中央市立田富中學（日语：中央市立田富中学校）
- 住友大阪水泥（日语：住友大阪セメント） 東花輪服務站
- 山梨交通（日语：山梨交通） 花輪巴士站、田富學校巴士站
- 山梨縣線性交通局線性用地事務所（舊中央市立田富健康管理中心）

## 巴士路線
站前設有中央市社區巴士和南阿爾卑斯市社區巴士巴士站。一般巴士路線的巴士站位於車站附近的「花輪」和「田富學校」巴士站。
| 巴士站與 乘車處 | 巴士站與 乘車處 | 系統         | 主要途經                                                         | 目的地         | 巴士公司             | 備註                                                                |
| --------------- | --------------- | ------------ | ---------------------------------------------------------------- | -------------- | -------------------- | ------------------------------------------------------------------- |
| 東花輪站        | 1               | Tomachu巴士  | 中央市政廳玉穗廳舍、山梨大學醫學部附屬醫院、小井川站             | 中央市政廳本館 | 中央市社區巴士       | 平日3.5往返班次，星期六2往返班次，星期日暫停服務 不可使用交通系IC卡 |
| 東花輪站        | 2               | Tomachu巴士  | 道之驛豐富、中央市政廳豐富廳舍入口、豐富                         | 絲綢Friendly   | 中央市社區巴士       | 平日3.5往返班次，星期六2往返班次，星期日暫停服務 不可使用交通系IC卡 |
| 東花輪站        | 2               | 八田、若草線 | 若草分所、十五所、Big Stage南、白根高校、執照中心                | 龍王站         | 南阿爾卑斯市社區巴士 | 可使用交通系IC卡                                                    |
| 東花輪站        | 2               | 若草、甲西線 | 若草團地、三郡橋、甲西分所、甲西工業團地入口、高原醫院、峽西醫院 | 市立美術館     | 南阿爾卑斯市社區巴士 | 可使用交通系IC卡                                                    |
| 花輪、 田富學校 | 花輪、 田富學校 | 53           | 小井川站入口、上河東、國母、千秋橋、甲府站                       | 縣立中央醫院   | 山梨交通             | 平日4往返班次 可使用交通系IC卡                                      |
| 花輪、 田富學校 | 花輪、 田富學校 | 53           | 淺原、南湖、青柳、增穗商業高校入口                               | 鰍澤營業所     | 山梨交通             | 平日4往返班次 可使用交通系IC卡                                      |

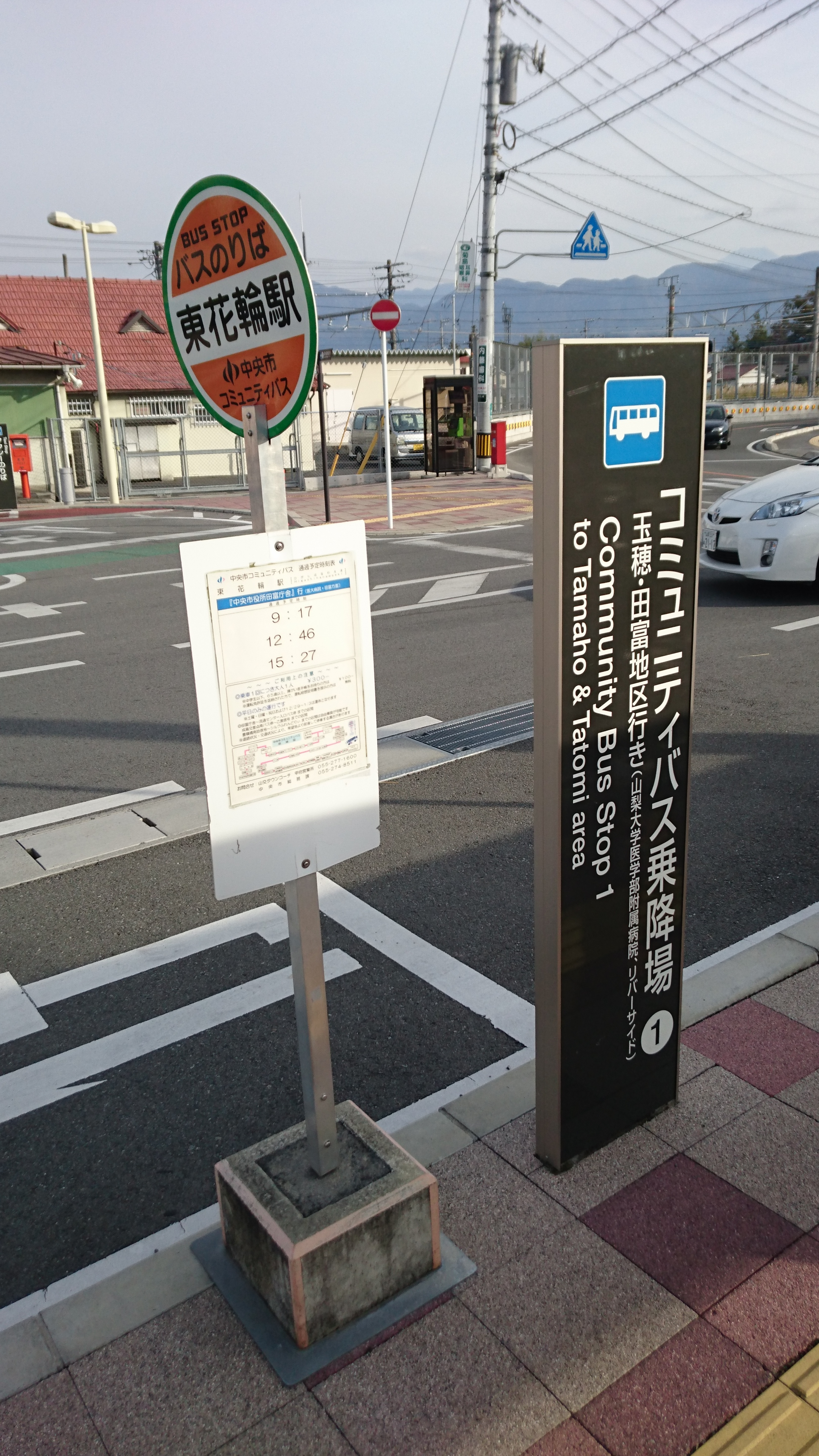
社區巴士1號乘車處(2015年11月)

## 東花輪站前工程
在平成20年，中央市和東海旅客鐵道達成協議，於車站周邊進行工程。在平成25年3月尾完成。在工程後，站設加設了由中央市管理的免費多層停車場和單車停泊處、中央市社區巴士巴士站、的士站和多用途公廁。道路和行人路進行工程。使行人更容易地進出車站。

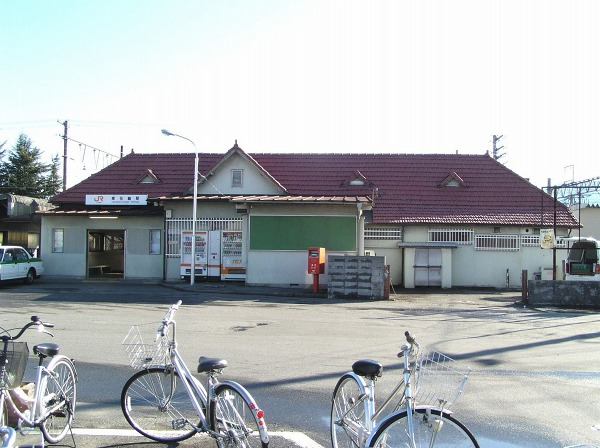
工程前的東花輪站前(2006年1月)
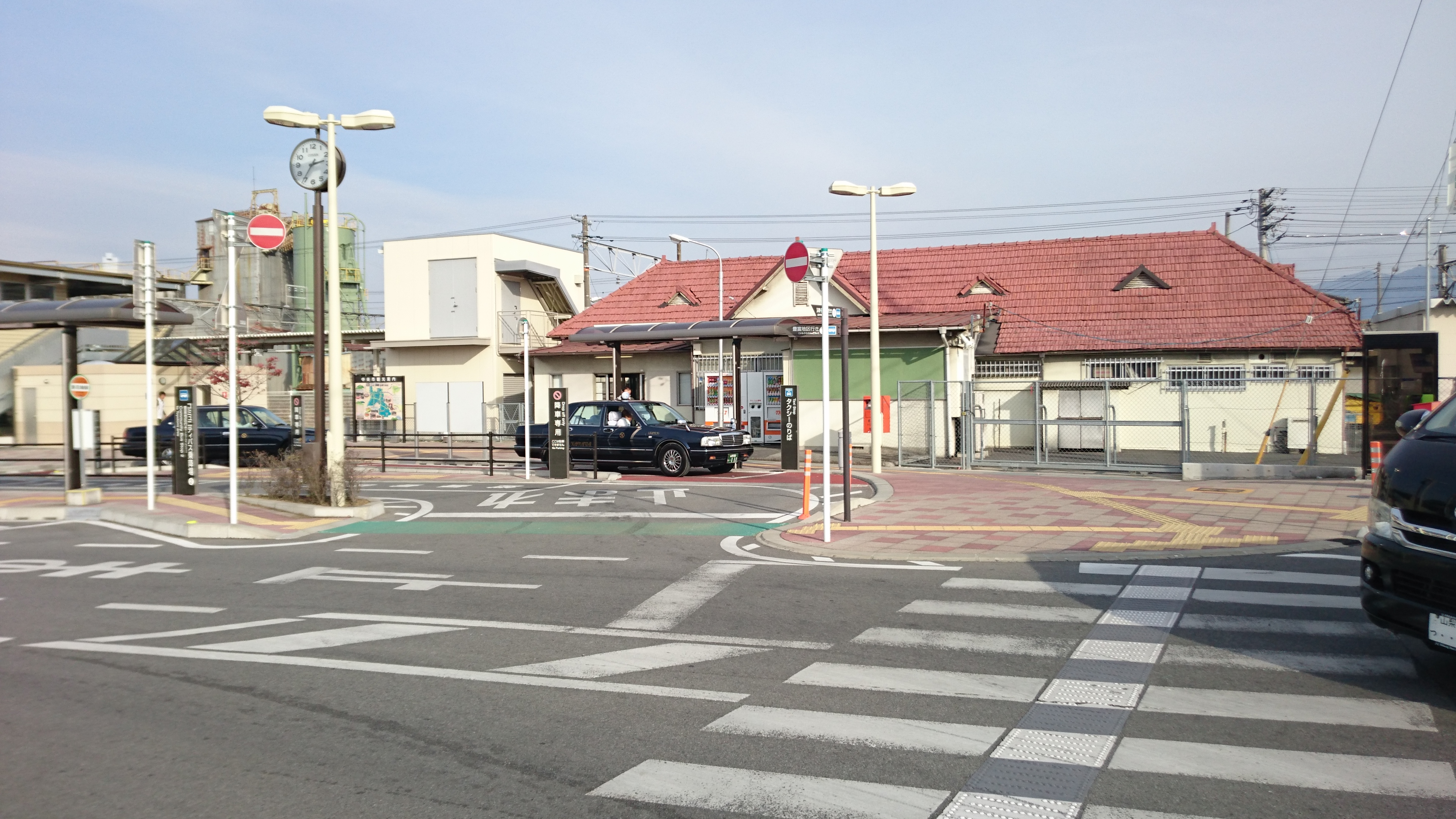
工程後的東花輪站前(2015年11月)

## 相鄰車站
東海旅客鐵道（JR東海）
 身延線
- 特急「富士川」停車站

甲斐上野－東花輪－小井川

## 注腳
1. 1 2 3 4 5  曾根悟（監修）. 朝日新聞出版分冊百科編集部（編集） , 编. . 週刊 歴史でめぐる鉄道全路線 国鉄・JR (朝日新聞出版). 2009-07-26, (3): 22–23 （日语）.
2. 1 2  用車站時間表的方向資訊。詳情參見JR東海官方網站的各站時間表 （页面存档备份，存于）（截至2015年1月）。
3. 1 2   (PDF) (新闻稿). 山梨県. 2016-11  [2019-06-18]. （原始内容存档 (PDF)于2020-11-24） （日语）.

## 外部連結
- 國土地理院地圖參閲服務 （页面存档备份，存于） - 東花輪站周邊的1/25000地形圖 （页面存档备份，存于）（日語）